# مال ملطخ بالدماء (اختلال ضال)
«مال ملطخ بالدماء» (بالإنجليزية: Blood Money)‏ هي الحلقة التاسعة للموسم الخامس من المسلسل التلفزيوني الدرامي اختلال ضال، والحلقة 55 من إجمالي حلقات المسلسل. كتبها فينسغيليغان وأخرجها آدمبيرنستاين، بُثَّت على إيه إم سي 11 أغسطس 2013.
يقوم هانك شرايدر صهر والتر وايت بكشف حقيقة والتر وايت وأنه هو الشخص الذي كان يبحث عنه منذ أكثر من عام (هايزنبيرج) ويهدده بأنه سيسجنه .

## الإنتاج

### الإخلاص
الحلقة مخصصة لـ "كيفن كورداسكو"، وهو معجب يبلغ من العمر 16 عامًا بمسلسل اختلال الضال، والذي التقى بالعديد من أعضاء فريق العمل وطاقم المسلسل. توفي كورداسكو في بداية عام 2013 من الورم الأرومي العصبي. كان هذا هو التكريس الرابع على مدار السلسلة.

### مرجع العنوان
مصطلح "المال الدموي" له معنيان: تعني الأموال التي يتم الحصول عليها على حساب حياة شخص آخر، بالإضافة إلى أنه يعني الأموال المدفوعة لعائلة الشخص الذي قُتل(الديَّة)، عادةً على يد القاتل أو عشيرة القاتل.

## الاستقبال

### التقييمات
بُثَّت الحلقة في الأصل في 11 أغسطس 2013 في الولايات المتحدة وكندا على أي إم سي. بُثَّت في اليوم التالي في المملكة المتحدة على منصة نتفليكس.
وفقًا لنظام تصنيفات نيلسن، شُوهِدت "مال ملطخ بالدماء" في الولايات المتحدة من قبل ما يقدر بنحو 5.92 مليون مشاهد، وهو أكبر عدد في تاريخ المسلسلات في ذلك الوقت.

## وصلات خارجية
- «مال ملطخ بالدماء» على إيه إم سي (بالإنجليزية)
- «مال ملطخ بالدماء» على قاعدة بيانات الأفلام على الإنترنت (بالإنجليزية)